# 阿里擬角鮫
阿里擬角鮫（学名：Squaliolus aliae），又名阿里擬角鯊、沙魚，为軟骨魚綱角鮫目黑棘鮫科擬角鯊屬下的一个种，該物種於1959年由鄧火土描述，體長可達22公分。